# Пасечник, Николай Васильевич
Николай Васильевич Пасечник (16 февраля 1952 г., Москва) — советский и российский учёный-металлург, специалист по созданию высокоэффективного металлургического оборудования. Генеральный директор ОАО АХК «ВНИИМЕТМАШ им. академика А.И. Целикова». Доктор технических наук, профессор НИТУ "МИСиС" и МГТУ им. Н.Э.Баумана. Лауреат Государственной премии РФ, Премии Правительства Российской Федерации в области науки и техники, заслуженный машиностроитель Российской Федерации.

## Биография
Николай Васильевич Пасечник родился 16 февраля 1952 г. в Москве. В 1979 г. окончил Московский вечерний металлургический институт с присвоением квалификации "инженер-металлург по обработке металлов давлением". Трудовую деятельность начал во ВНИИМЕТМАШе в 1973 году и прошёл путь от старшего техника-конструктора до генерального директора:
1973-1974 г.г. - старший техник-конструктор;
1974-1984 г.г. - инженер, инженер-конструктор;
1984 г. - заведующий группой;
1984 - 1986 г.г. - заместитель председателя профкома ВНИИМЕТМАШ;
1986 - 1990 г.г. - председатель профкома ВНИИМЕТМАШ;
1990 - 1995 г.г. - главный инженер ОАО АХК «ВНИИМЕТМАШ»
1995 - 1996 г.г. - первый заместитель генерального директора ОАО АХК «ВНИИМЕТМАШ»
С 1996 г. - генеральный директор ОАО АХК «ВНИИМЕТМАШ им. акад. А.И. Целикова»
Умер 8 июня 2024г.

## Научная и производственная деятельность
Н.В.Пасечник - автор, научный руководитель и непосредственный исполнитель многих научно - конструкторских разработок в области металлургического машиностроения. Основными из этих работ являются:
- наладка и исследование стана для волочения тугоплавких металлов на комбинате твердых сплавов ( г. Чирчик );
- разработка оригинальных узлов калибровочного стана для производства лифтовых направляющих для Омутнинского металлургического завода;
- разработка конструкции современного высокоэффективного непрерывного пятиклетьевого стана «630» холодной прокатки ленты, работающего на Магнитогорском металлургическом комбинате;
- разработка конструкции стана для прокатки плёнки из фторопласта на Нижне-Тагильском заводе пластмасс;
- создание кольцепрокатного стана для фирмы «Тимкен» (США);
- создание прокатного стана для производства рессорных листов переменного профиля для АМО ЗИЛ.

Им разработаны теоретические основы электростимуляции прокатки и создан принципиально новый стан с электроконтактным нагревом (ЭКН).
Н.В.Пасечник внес вклад в разработку концепции современного компактного экологичного металлургического производства и в создание первого в России мини-завода по производству строительной арматуры для нужд Москвы и Центрального региона.
В 2000 г. защитил в МГТУ им. Баумана докторскую диссертацию на тему: «Разработка теоретических основ, создание новых технологий и оборудования для прокатки лент и полос из трудно-деформируемых металлов и сплавов», в 2003 г. ему присвоено учёное звание профессора. Научно-техническая деятельность Н.В.Пасечника отражена в 227 публикациях, в том числе:
- 10-ти монографиях и учебных пособиях для студентов вузов;
- 153 статьях в научно-технических журналах;
- 64 патентах и авторских свидетельствах на изобретения.

Профессор МГТУ имени Н.Э.Баумана и НИТУ МИСиС, председатель Диссертационного совета при ВНИИМЕТМАШ.
Н.В.Пасечник входит в состав редакционных коллегий журналов«Тяжелое машиностроение», «Заготовительное производство в машиностроении», «Сталь», член совета издания «Новости чёрной металлургии за рубежом». Является членом экспертного совета по металлургии и горнорудной промышленности при Государственной Думе РФ и членом секции металлургии Совета по присуждению премий Правительства Российской Федерации, входит в оргкомитет Международной промышленной выставки "Металл-Экспо".

## Признание
В 1997 году Н.В.Пасечнику, как руководителю работы, присуждена премия Правительства Российской Федерации - за создание и освоение шестиклетьевого стана новой конструкции для прокатки тонких листов из алюминия и его сплавов.
В 2002 г. ему присвоено звание «Заслуженного машиностроителя РФ».
В 2003 году Пасечнику Н.В. присуждена Государственная премия РФ за работу: «Создание комплекса испытательных средств глубоководной техники в обеспечение исследований, разработка и постройка подводных технических средств специального назначения».